# Образователна система в Полша
Образованието в Полша се ръководи от 2 министерства – Министерство на народното образование и Министерство на науката и висшето образование.
Образованието в Полша се провежда в училища и ВУЗ.

## Полско училище
В полските училища се учи само на една смяна, във времето между 8 и 15 часа. В Полша има следните типове училища:
- Основно училище – 6 години;
- Гимназия (пол.: Gimnazjum) – 3 години;
- Средно училище (надгимназия) – от 2 до 4 години.

### Основно училище
До края на 50-те години основното образование в Полша завършва със 7-и клас, до 1999 г. – то е 8-годишно, а от учебната 1999/2000 г. е 6-годишно.
Основното образование в Полша е задължително и се дели на 2 етапа по 3 години. През първите 3 години преподаването се извършва най-често от един учител, който е и класен ръководител. През следващите 3 години преподаването на различните предмети става от различни учители.
В много основни училища се извършва едногодишно предучилищно обучение, а от началото на учебната 2004/2005 г. то е задължително за всички деца в Полша.
От началото на учебната 2007/2008 г. е въведена и задължителна ученическа униформа, която се определя от директора на училището.

### Гимназия
Гимназиалното образование в Полша е задължително и трае 3 години. То е въведено през 1999 г. Гимназиалното образование завършва с общонационален изпит (подобен на матура), резултатите от който оказват голямо влияние на това в кое средно училище ще продължи да учи ученика.
Към момента изпитът се състои от 2 части – хуманитарна (полски език и литература, история, обществознание) и природо-математическа (математика, биология, химия, физика и астрономия, и география). От 2008/2009 г. е предвидена и трета част – по чужд език.
Гимназиалният изпит е анонимен, провежда се с подготвени на национално ниво задачи, имената и данните на ученика се кодират и проверяващите не могат да ги научат. Учениците получават резултатите от изпита след месец и половина под формата на свидетелство.
С въвеждане на гимназиалното образование в Полша възникна необходимостта от превоз на големи групи ученици от селата към други села или градовете. За кратък период от време беше въведен специален модел оранжев ученически автобус, който беше наречен Гимбус.

### Надгимназиални (средни) училища
Средното образование в Полша не е задължително. За да продължи ученикът да учи в средно училище той следва да е издържал успешно изпита за завършена гимназия.
Средното образование се извършва в няколко вида училища:
- Общообразователен лицей – 3 години, дава право за продължаване на образованието след вземане на матура;
- Профилиран лицей – 3 години, дава право за продължаване на образованието след вземане на матура;
- Техникум – 4 години, дава право за продължаване на образованието след вземане на матура;
- Професионално училище – 2 години, не дава право за продължаване на образованието.

### Матура в Полша
Матурата се състои от 2 части – писмена и устна.
- Писмена изпит
  - Задължителни са 3 предмета – полски език, чужд език и предварително избран от ученика предмет (от 2010 г. предметите стават 4 – задължителна става и математиката);
  - Ученикът избира нивото на изпита – базово или напреднало;
  - Въпросите са едни и същи за цяла Полша;
  - Данните на ученика са кодирани и изпитът, както и проверката, са анонимни.

- Устен изпит
  - Задължителен по полски език и чужд език;
  - От устна матура са освободени само финалистите от национална олимпиада по съответния предмет;
  - Изпитваният избира нивото на изпита – базово или напреднало;
  - Въпросите на устния изпит за едни и същи за цялото войводство.

## Висше образование в Полша
Висшето образование в Полша е синхронизирано с възприетите в ЕС стандарти.

### Форми на следване
В Полша са възприети 4 форми на следване:
- Редовно обучение – подобно на България, се осъществява по една специалност;
- Вечерно обучение;
- Задочно обучение – осъществява се по една специалност, като занятията са най-често в петък вечерта, събота и неделя;
- Индивидуално обучение – когато студентът има обективни причини да премине към такъв начин на обучение (заболяване, раждане или отглеждане на дете, допълнителна специалност, пропуснати занятия по други обективни причини и т.н.)

### Образователни степени
Обучението в Полша се извършва в 3 степени:
- Първа степен
  - За придобиване на званието Лиценциат (отговаря на българската образователна степен бакалавър) – обучението продължава 6-8 семестъра (за редовно обучение 6 семестъра, за задочно обучение 7-8 семестъра), след успешното завършване студентът има право да премине във втората степен на обучение;
  - За придобиване на званието Инженер (отговаря на българската степен бакалавър – инженер) – обучението е същото, както при степента Лиценциат.
- Втора степен
  - Допълваща степен към първа степен за придобиване на званието Магистър (отговаря на българската степен Магистър) – срокът за обучение е 2 години (4 семестъра), кандидатите следва да са завършили успешно първата степен, придобиването на званието Магистър става след успешна защита на Магистърска теза.
  - Слято обучение по първа и втора степен за придобиване на званието Магистър – отнася се само за няколко определени със закон специалности, като медицина и стоматология (за лекар и зъболекар), ветеринарна медицина (за ветеринарен лекар), право, канонично право, психология, режисура. При всички други специалности е задължително обучението на студентите да преминава през първата степен, което е регламентирано в Болонската декларация на страните от ЕС.
- Трета степен – за придобиване на образователната и научна степен Доктор. Кандидатите следва да имат завършени двете предшестващи степени, обучението продължава 3-4 години и завършва с написване и защита на докторска дисертация. В общи линии няма различия със същото обучение в България.

## ВУЗ в Полша

### Университети
В Полша функционират 23 държавни и 1 католически университети. От държавните университети 18 са общи и 6 са специализирани. Университетите имат права да обучават студенти в трите степени.
Списък на университетите по време на създаването им и брой на обучаваните в тях студенти
- Краков (Ягелонски университет) – 44,2 хил. студенти
- Вроцлав (Вроцлавски университет) – 39,1 хил. студенти
- Познан (Университет „Адам Мицкевич“) – 50 хил. студенти
- Варшава (Варшавски университет) – 56,9 хил. студенти
- Люблин (Люблински католически университет „Йоан Павел II“) – 20 хил. студенти
- Люблин (Университет „Мария Склодовска-Кюри“) – 34,5 хил. студенти
- Лодз (Лодзки университет) – 41,9 хил. студенти
- Торун (Университет „Николай Коперник“) – 40,5 хил. студенти
- Катовице (Силезийски университет в Катовице) – 43,7 хил. студенти
- Гданск (Гдански университет) – 32,1 хил. студенти
- Шчечин (Шчечински университет) – 37 студенти
- Ополе (Ополски университет) – 18,5 хил. студенти
- Бялисток (Бялистокски университет) – 16 хил. студенти
- Олштин (Варминско-Мазурски университет) – 43,7 хил. студенти
- Варшава (Университет „Кардинал Стефан Вишински“) – 16,3 хил. студенти
- Жешов (Жешовски университет) – 27 хил. студенти
- Жельона гура (Жельоногурски университет) – 23,3 хил. студенти
- Бидгошч (Университет „Кажимеж Велики“) – 20 студенти

Специализирани университети
- Медицински университети – Лодз, Познан, Катовице
- Природо-технологичен университет – Бидгошч
- Природонаучен университет – Вроцлав
- Икономически университет – Краков

### Политехники
Имат права да обучават студенти в трите степени.
- Гданск – 18 хил. студенти
- Вроцлав – 32 хил. студенти
- Варшава
  - Политехника – 30 хил. студенти
  - Главно училище по пожарна служба
  - Висша техническа академия
- Познан – 19 хил. студенти
- Лодз – 21 хил. студенти
- Гливице – 33 хил. студенти
- Шчечин – 12,5 хил. студенти
- Краков
  - Политехника – 17 хил. студенти
  - Минна академия – 29,8 хил. студенти
- Бялисток – 15 хил. студенти
- Ченстохова – 22,6 хил. студенти
- Радом – 14,8 хил. студенти
- Жешов – 11,6 хил. студенти
- Люблин – 11 хил. студенти
- Келце – 10 хил. студенти
- Ополе – 12 хил. студенти
- Кошалин – 14 хил. студенти
- Белско-Бяла (Технично-хуманитарна академия) – 9,1 хил. студенти

### Академии
Имат права да обучават студенти в трите степени.
- Икономически академии – Катовице, Познан, Вроцлав, Варшава (Главно търговско училище)
- Медицински академии – Бялисток, Гданск, Лодз, Люблин, Шчечин, Варшава, Вроцлав, Бидгошч (колегиум към университета в Торун)
- Аграрни академии – Краков, Люблин, Познан, Шедлце, Шчечин, Вроцлав, Варшава (Главно училище по селско стопанство)
- Музикални академии – Бидгошч, Гданск, Катовице, Краков, Лодз, Познан, Варшава, Вроцлав
- Художествени академии – Гданск, Катовице, Краков, Лодз, Познан, Варшава, Вроцлав
- Театрални академии – Варшава, Краков (Висше държавно театрално училище), Лодз (Висше държавно училище за кино, телевизия и театър)
- Спортни академии – Гданск, Катовице, Краков, Познан, Гожов, Варшава, Вроцлав
- Морски академии – Гданск, Шчечин

### Висши училища
В Полша функционират голям брой висши държавни, частни и католически училища, които обучават студенти по първата степен на висшето образование.